# (74057) 1998 KW12
(74057) 1998 KW12 – planetoida z pasa głównego asteroid okrążająca Słońce w ciągu 3,69 lat w średniej odległości 2,39 j.a. Odkryta 22 maja 1998 roku.